# Hal·limondita
La hal·limondita és un mineral de la classe dels fosfats. Va rebre el nom l'any 1961 per Kurt Walenta i Wolfhard Wimmenauer en honor al doctor Arthur Francis Hallimond (17 de gener de 1890 Saltburn, Yorkshire, Anglaterra - 2 de setembre de 1968 Londres, Anglaterra), mineralogista britànic, pels seus treballs amb minerals secundaris d'urani, la metal·lúrgia de l'acer al carboni, els materials refractaris, els minerals de ferro amb bandes i altres investigacions.

## Característiques
La hal·limondita és un arsenat de fórmula química Pb₂(UO₂)(AsO₄)₂·nH₂O. Va ser aprovada com a espècie vàlida per l'Associació Mineralògica Internacional l'any 1965. Cristal·litza en el sistema triclínic. La seva duresa a l'escala de Mohs oscil·la entre 2,5 i 3.
Segons la classificació de Nickel-Strunz, la hal·limondita pertany a «08.EA - Uranil fosfats i arsenats, amb proporció UO₂:RO₄ = 1:2» juntament amb els següents minerals: ortowalpurgita, walpurgita, fosfowalpurgita, parsonsita, ulrichita i lakebogaïta.

## Formació i jaciments
Va ser descoberta a la mina Michael, situada a la localitat de Seelbach, dins la regió de Friburg (Baden-Württemberg, Alemanya). També ha estat descrita a la mina Sophia, a la vall de Böckelsbach, dins la localitat de Rottweilm també a Friburg, així com al dipòsit d'urani de Bühlskopf, a la lolcalitat de Birkenfeld, a l'estat de Renània-Palatinat. Aquests tres indrets a Alemanya són els únics de tot el planeta on ha estat descrita aquesta espècie mineral.